# Parque Quase-Nacional Biwako
O Parque Quase-Nacional Biwako é um parque quase-nacional localizado nas prefeituras japonesas de Shiga e Quioto. Estabelecido em 24 de julho de 1950, tem uma área de 97 672 hectares.